# フロイド郡 (バージニア州)
フロイド郡（英: Floyd County）は、アメリカ合衆国バージニア州の南西部に位置する郡である。2010年国勢調査での人口は15,279人であり、2000年の13,874人から10.1%増加した。郡庁所在地はフロイド町（人口425人）であり、同郡で唯一の法人化町でもある。

## 歴史

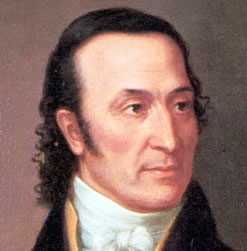
ジョン・フロイドの肖像画

フロイド郡の記録に残る歴史は、18世紀にバージニア南西部に交易業者、罠猟師、狩猟者が入ってきた時に始まっている。現在のフロイド郡を通る初期の旅行用道はトレーダーズ・パスと呼ばれ、東から西にバック・クリークがロアノーク川に合流する所を越え、バック・クリークの水源を過ぎ、南西のベント山に至った。さらに西のリトル川地域を過ぎ、鉛鉱山に至った。
最初に入植の試みが行われたのは1740年代だった。1745年、バージニア委員会がオーガスタ郡のジェイムズ・パットンに、ニュー川沿いとリトル川地域を含め西に流れる水流沿いに10万エーカー (400 km2) の土地を払い下げた。1749年、バージニア王室会社も西に流れる水流沿いの土地を払い下げられており、両者は地域の開拓を競い合った。土地の測量を行ったのは1740年代後半が初めだった。
1831年1月15日、バージニア州議会が現在のフロイド郡をモントゴメリー郡の領域から設立する法案を成立させた。新郡の名称はバージニア州知事を務めたジョン・フロイドに因んで名付けられた。郡庁舎は1834年に完成した。1870年、フランクリン郡の領域の一部がフロイド郡に付け加えられた。初代のバージニア州検察官は、ジョン・フロイドの甥、ウィリアム・バラード・プレストンであり、後にアメリカ合衆国海軍長官を務めた。プレストンの後任はジュバル・アーリーが就き、後には南軍の将軍になった。
フロイド郡の郡庁所在地は当初、第7代アメリカ合衆国大統領アンドリュー・ジャクソン（在任1829年-1837年）に因み、ジャクソンビルと呼ばれていた。ジャクソンビルは1858年に先ず法人化され、1892年2月19日には領域を広げるために再度法人化された。1896年1月23日、州議会がジャクソンビルからフロイドに公式に改名する法案を成立させた。
フロイド郡は1960年代と1970年代に、カウンターカルチャーに関わった者、特に自然と密接な接触をして行きたいという者達の目的地になった。1990年代後半、あるキリスト教徒集団がリベンデルの町を設立し、改革派教会の聖書解釈に沿った生活スタイルを実行し、ある部分ではコンピュータのY2K問題から生じる可能性のある社会的障害から隔絶されることを求めた。当初の会員の大半は町を離れたが、しっかりとした教会が残っている。
フロイド郡はボブ・チルドレス牧師の自叙伝『山を動かした男』の舞台にもなっている。
フロイド郡はロアノーク大都市圏や、ブラックスバーグ・クリスチャンズバーグ・ラドフォード大都市圏に接しており、州南西部の田園郡に比較してそこそこの人口増加を果たしてきた。郡内に住むブロッガーが、度々、町と田園部に関する観察を投稿している。
郡内には音楽や文学の強い風土がある。3つの町では、ブルーグラスやオールドタイムのような伝統的音楽から、当代やオールターナティブミュージックまで、週末に定期的にライブ演奏を行っている。良く知られているのがフライデイナイト・ジャンボリーであり、フロイド郡ストアで開催されている。フロイド郡ストアとカウンティ・レコーズは1960年代に設立され、「ザ・クルックド・トレイル」と呼ぶバージニア歴史遺産音楽トレイルに登場している。21世紀初期、フロイドの町でフロイドフェストと呼ぶ世界的な音楽祭が毎年開催されるようになった。
シャトー・モリセットとビラ・アパラチアのワイン醸造所は1980年代から運営されている。

## 地理
アメリカ合衆国国勢調査局に拠れば、郡域全面積は381平方マイル (987 km2)であり、このうち陸地380平方マイル (984 km2)、水域は1平方マイル (3 km2)で水域率は0.00%である。
バージニア州南西部のブルーリッジ山脈の中にある。郡庁所在地のフロイド町はロアノーク市の南西、アメリカ国道221号線で40マイル (64 km) の位置にある。郡内最高地点は標高3,971フィート (1,210 m) のバッファロー山である。
フロイド郡はブルーリッジ山脈の高原部にあり、東に流れる水流と西に流れる水流を分けている。標高が高いので、郡内に流れ込む水流は無い。主にリトル川とその支流で排水され、クレイター湖ダムの下流でニュー川に注ぎ、カーノー川、オハイオ川を通じてミシシッピ川に注ぎ、メキシコ湾に流れている。ロアノーク川南支流の水源が郡北東部にある。

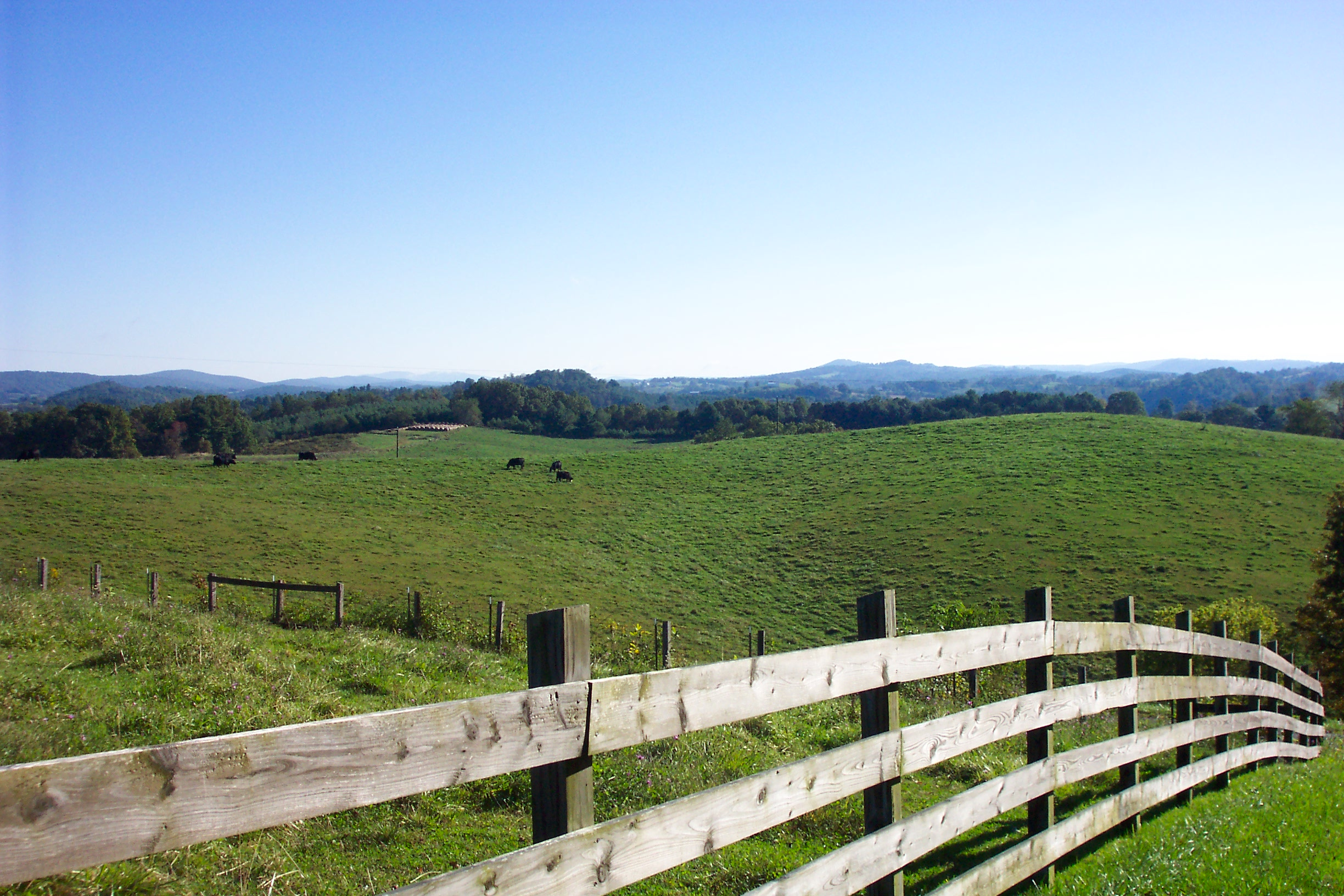
フロイド郡のうねりのある丘陵部

### 主要高規格道路
- アメリカ国道221号線
- バージニア州道8号線

### 隣接する郡
- フランクリン郡 - 東
- パトリック郡 - 南東
- キャロル郡 - 南西
- プラスキ郡 - 北西
- モントゴメリー郡 - 北西
- ロアノーク郡 - 北

### 国立保護地域
- ブルーリッジ・パークウェイ（部分）
- バッファロー山自然地域保存地

## 人口動態
以下は2000年国勢調査による人口統計データである。
| 基礎データ - 人口: 13,874人 - 世帯数: 5,791 世帯 - 家族数: 4,157 家族 - 人口密度: 14人/km2（36人/mi2） - 住居数: 6,763軒 - 住居密度: 7軒/km2（18軒/mi2） 人種別人口構成 - 白人: 96.71% - アフリカン・アメリカン: 2.00% - ネイティブ・アメリカン: 0.09% - アジア人: 0.09% - 太平洋諸島系: 0.01% - その他の人種: 0.36% - 混血: 0.74% - ヒスパニック・ラテン系: 1.35% 年齢別人口構成 - 18歳未満: 22.2% - 18-24歳: 6.9% - 25-44歳: 27.6% - 45-64歳: 27.4% - 65歳以上: 15.9% - 年齢の中央値: 40歳 - 性比（女性100人あたり男性の人口） - 総人口: 97.5 - 18歳以上: 96.7 | 世帯と家族（対世帯数） - 18歳未満の子供がいる: 29.1% - 結婚・同居している夫婦: 59.9% - 未婚・離婚・死別女性が世帯主: 8.1% - 非家族世帯: 28.2% - 単身世帯: 24.7% - 65歳以上の老人1人暮らし: 10.8% - 平均構成人数 - 世帯: 2.39人 - 家族: 2.83人 収入と家計 - 収入の中央値 - 世帯: 31,585米ドル - 家族: 38,128米ドル - 性別 - 男性: 30,886米ドル - 女性: 20,466米ドル - 人口1人あたり収入: 16,345米ドル - 貧困線以下 - 対人口: 11.7% - 対家族数: 8.5% - 18歳未満: 12.7% - 65歳以上: 15.3% |

## 法人化町
- フロイド - 郡庁所在地

### 未編入の町
| - アラムリッジ - バークスフォーク（1880年頃-1930年） - カーシージ - チェック - コナーズグローブ - カパーヒル - カッパリーバレー - コートハウス（1900年頃-1920年） - ダンカン | - ヘイコック - ヘムロック - ハフビル - インディアンバレー - ローレルブランチ - リトルリバー（1880年頃-1930年） - ロカストバレー（1900年頃-1930年） - マブリーミル - ピザーロ | - ポフ - シェラーズミル - シンプソンズ - スマート - サワーズ - テリーズフォーク - タートルロック - ユニオン - ウィリス |